# Pavla Havlíková
Pavla Havlíková (* 20. April 1983 in Liberec) ist eine tschechische Radrennfahrerin.

## Sportlicher Werdegang
Havlíková fuhr in ihrer Jugend zunächst Ski, bevor sie zum Radsport wechselte, wo sie Cyclocross, Cross-Country-MTB und Straßenradsport betrieb. Anfang 2000 war sie mit 16 Jahren Teilnehmerin beim ersten Cyclocross-Weltmeisterschaftsrennen für Frauen. Sie war im Laufe einer über 20 Jahre langen Karriere neben Kateřina Nash die beste tschechische Cyclocross-Fahrerin ihrer Zeit und ist mit acht Titeln die tschechische Rekordmeisterin dieser Disziplin. Zwischen 2007 und 2019 gewann sie mehrfach den Toi Toi Cup, die wichtigste Rennserie ihres Landes, 2016 und 2018 den Swiss Cyclocross Cup. International war ihr bedeutendstes Resultat die Silbermedaille bei den Europameisterschaften 2014, außerdem gewann sie in Belgien zwei Rennen der Trofee Veldrijden, darunter den Koppenbergcross 2009. Viermal konnte sie das Podium bei Weltcup-Rennen belegen.
Im Mountainbikesport war Havlíková Zweite der Junioren-Europameisterschaften 2001 und Landesmeisterin verschiedener Cross-Country-Varianten. Im Straßenradsport belegte sie mehrfach das Podium der nationalen Meisterschaften und vertrat das Land in den 2000er Jahren wiederholt bei den Straßenradsport-Weltmeisterschaften. Siege bei Rennen des internationalen Kalenders erzielte sie in dieser Disziplin jedoch nicht.
2019 beendete Havlíková ihre Karriere auf Straße und MTB, 2021 kündigte sie Gleiches im Cyclocross an. Dennoch fuhr sie weiter ein reduziertes Rennprogramm und nahm noch 2025 an den tschechischen Meisterschaften teil. Seit 2005 arbeitet sie in Teilzeit als Trainerin an der Sporthochschule von Jablonec.

## Erfolge
| 2007/2008 Tschechische Meisterin 2008/2009 Tschechische Meisterin 2009/2010 GvA Trofee – Oudenaarde 2012/2013 Tschechische Meisterin 2014/2015 Europameisterschaften 2015/2016 Bpost Bank Trofee – Ronse 2016/2017 Tschechische Meisterin 2017/2018 Tschechische Meisterin 2018/2019 Tschechische Meisterin 2019/2020 Tschechische Meisterin 2020/2021 Tschechische Meisterin | 2001 Europameisterschaften (Junioren) – Cross-Country XCO 2010 Tschechische Meisterin – Marathon XCM 2013 Tschechische Meisterin – Eliminator XCE 2014 Tschechische Meisterin – Cross-Country XCO |